# Francisco Prada Carrera
Francisco Prada Carrera CMF (ur. 27 lipca 1893 w Priaranza del Bierzo w Hiszpanii, zm. 7 czerwca 1995) – brazylijski duchowny katolicki, biskup Uruaçu w latach 1957-1976.

## Życiorys
Święcenia kapłańskie otrzymał 2 czerwca 1917 w zgromadzeniu klaretynów. 
3 września 1946 papież Pius XII mianował go biskupem prałatury São José de Alto Tocantins. Otrzymał wówczas biskupią stolicę tytularną Bisica. Sakry udzielił mu kard. Carlos Carmelo de Vasconcellos Motta. 17 stycznia 1957 mianowany biskupem diecezjalnym Uruaçu. Na emeryturę przeszedł 25 lutego 1976.
W chwili śmierci był najstarszym żyjącym biskupem katolickim.